# Вулиця Рея Бредбері
Ву́лиця Ре́я Бре́дбері — вулиця в Голосіївському районі міста Києва, місцевість Голосіїв. Пролягає від провулку Леопольда Ященка до Васильківської вулиці.
Прилучається вулиця Юлії Здановської.

## Історія
Відома з 1-ї третини XX століття і мала назву Некрасовський провулок, на честь російського поета Миколи Некрасова. У 1950–60-х роках була перебудована і продовжена. 1955 року отримала назву провулок Володі Дубініна, на честь радянського піонера Володимира Дубініна. Назва вулиця Володі Дубініна вживалася з 1960-х років.
Сучасна назва на честь американського письменника-фантаста Рея Бредбері — з 18 травня 2023 року.